# دیوید دویچ
دیوید الیزر دویچ (‎/dɔɪtʃ/‎ DOYTCH؛ زادهٔ ۱۸ مه ۱۹۵۳) فیزیک‌دان بریتانیایی در دانشگاه آکسفورد است. او استاد مدعو در دپارتمان فیزیک اتمی و لیزری در مرکز محاسبات کوانتومی (CQC) در آزمایشگاه کلارندون دانشگاه آکسفورد است. دویچ با ارائهٔ توصیفی برای یک ماشین تورینگ کوانتومی و همچنین مشخص کردن الگوریتمی برای اجرا بر روی یک رایانهٔ کوانتومی، پیشگام در حوزهٔ رایانش کوانتومی محسوب می‌شود. او از طرفداران دنیاهای چندگانه در مکانیک کوانتومی است.

## اوایل زندگی و تحصیلات
دویچ در ۱۸ مه ۱۹۵۳ در حیفا، اسرائیل در یک خانواده یهودی زاده شد. او فرزند اسکار و تیکوا دویچ است. در لندن، دیوید در مدرسه خانه ژنو در کریکلوود تحصیل کرد و سپس در مدرسه ویلیام الیس در های‌گیت ادامه تحصیل داد. او سپس برای مطالعهٔ علوم طبیعی در کالج کلر، کمبریج وارد دانشگاه شد و بخش سوم ترای‌پاس ریاضیات را گذراند. پس از آن، برای دورهٔ دکتری در فیزیک نظری به کالج ولفسون، آکسفورد رفت، جایی که روی نظریه میدان‌های کوانتومی در فضازمان خمیده پژوهش کرد. پژوهش او زیر نظر دنیس ویلیام سیاما و فیلیپ کاندلاس انجام شد.

## حرفه و پژوهش
کار دویچ روی الگوریتم کوانتومی با مقاله‌ای در سال ۱۹۸۵ آغاز شد و بعدها در سال ۱۹۹۲ با همکاری ریچارد یوزسا گسترش یافت تا به الگوریتم دویچ منجر شود، که یکی از نخستین نمونه‌های الگوریتم کوانتومی است که به‌طور نمایی سریع‌تر از هر الگوریتم قطعی کلاسیک ممکن عمل می‌کند. در نامزدی او برای عضویت در همکار انجمن سلطنتی (FRS) در سال ۲۰۰۸، از دستاوردهای او چنین یاد شده است:
او بنیان‌های نظریهٔ کوانتومی رایانش را پایه‌گذاری کرده و سپس در بسیاری از مهم‌ترین پیشرفت‌های این حوزه مشارکت داشته است، از جمله کشف نخستین الگوریتم‌های کوانتومی، نظریهٔ گیت‌های منطقی کوانتومی و شبکه‌های محاسباتی کوانتومی، نخستین طرح اصلاح خطای کوانتومی و چندین نتیجهٔ اساسی در زمینهٔ جهان‌شمولی کوانتومی. او مسیر تحقیقات جهانی را در این حوزهٔ جدید و میان‌رشته‌ای تعیین کرده، درک پیامدهای فلسفی آن را گسترش داده (از طریق گونه‌ای از تفسیر دنیاهای چندگانه) و آن را برای عموم مردم قابل فهم ساخته است، به‌ویژه در کتابش The Fabric of Reality.
از سال ۲۰۱۲، او روی نظریه سازنده کار می‌کند، که تلاشی برای تعمیم نظریه کوانتومی محاسبات به‌گونه‌ای است که نه‌تنها محاسبات بلکه تمامی فرایندهای فیزیکی را دربر گیرد. او به همراه چیارا مارلتو، در دسامبر ۲۰۱۴ مقاله‌ای با عنوان Constructor theory of information منتشر کرد که در آن فرض می‌شود اطلاعات را می‌توان صرفاً بر اساس این‌که چه تبدیلاتی از سیستم‌های فیزیکی ممکن و چه تبدیلاتی ناممکن هستند، بیان کرد.

### ساختار واقعیت
در کتاب The Fabric of Reality (۱۹۹۷)، دویچ نظریهٔ «همه‌چیز» خود را توضیح می‌دهد. هدف او نه فرو کاستن همه چیز به فیزیک ذرات، بلکه ایجاد پشتیبانی متقابل میان اصول چندجهانی، محاسباتی، معرفت‌شناختی و تکاملی است. نظریهٔ همه‌چیز او تا حدی دارای برآمدگی (فلسفه علم) است تا فروکاست‌گرایی. این نظریه چهار مؤلفهٔ اصلی دارد:
1. دنیاهای چندگانهٔ مکانیک کوانتومی از دیدگاه هیو اورت، که به گفتهٔ او «نخستین و مهم‌ترین» بخش نظریه‌اش است.
2. معرفت‌شناسی کارل پوپر، به‌ویژه رد استقرا، تأکید بر واقع‌گرایی علمی (و نه تفسیر ابزاری) در نظریه‌های علمی، و توجه جدی به فرضیه‌های جسورانه‌ای که در برابر ابطال مقاومت می‌کنند.
3. نظریهٔ محاسبات آلن تورینگ، به‌ویژه در قالب اصل تورینگ که دویچ آن را توسعه داده و در آن، ماشین تورینگ جهانی جای خود را به ماشین تورینگ کوانتومی داده است. («نظریهٔ محاسبات اکنون نظریهٔ کوانتومی محاسبات است.»)
4. تفسیر ریچارد داوکینز از نظریهٔ تکاملی داروینیسم و نئوداروینیسم، به‌ویژه ایده‌های مربوط به تکثیرکننده و میم (فرهنگ)، که با رویکرد پوپری در حل مسئله (مولفهٔ معرفت‌شناختی) ادغام می‌شود.

### ناوردایی‌ها
در یک سخنرانی تد در سال ۲۰۰۹، دویچ معیاری برای تبیین علمی ارائه کرد که بر پایهٔ اصل ناوردایی استوار بود: «تبیینی را [به‌صورت عمومی ارائه دهید، به‌گونه‌ای که دیگران بتوانند آن را در آینده بررسی و تأیید کنند] که در برابر تغییرات ظاهری، اطلاعات جدید یا شرایط غیرمنتظره، ناوردا بماند.»
«یک تبیین نادرست به‌آسانی قابل تغییر است.»: دقیقه ۱۱:۲۲ 
«جستجو برای تبیین‌هایی که سخت تغییرپذیر هستند، منشأ تمام پیشرفت‌ها است.»: دقیقه ۱۵:۰۵ 
«اینکه حقیقت شامل گزاره‌هایی دربارهٔ واقعیت است که به‌آسانی تغییرپذیر نیستند، مهم‌ترین واقعیت دربارهٔ جهان فیزیکی است.»: دقیقه ۱۶:۱۵ 
ناوردایی به‌عنوان جنبه‌ای اساسی از تبیین علمی واقعیت، مدت‌هاست که بخشی از فلسفه علم محسوب می‌شود. برای نمونه، کتاب The Scientist as Philosopher اثر فریدل واینرت (۲۰۰۴) به حضور این مفهوم در بسیاری از آثار علمی از حدود سال ۱۹۰۰ به بعد اشاره کرده است. از جمله این آثار می‌توان به نوشته‌های آنری پوانکاره (۱۹۰۲)، ارنست کاسیرر (۱۹۲۰)، ماکس برن (۱۹۴۹ و ۱۹۵۳)، پل دیراک (۱۹۵۸)، الیویه کوستا د بوریگارد (۱۹۶۶)، یوجین ویگنر (۱۹۶۷)، لاورنس اسکلار (۱۹۷۴)، مایکل فریدمن (۱۹۸۳)، جان دی. نورتون (۱۹۹۲)، نیکلاس ماکسول (۱۹۹۳)، آلن کوک (۱۹۹۴)، الیستر کامرون کرامبی (۱۹۹۴)، مارگارت موریسون (۱۹۹۵)، ریچارد فاینمن (۱۹۹۷)، رابرت نوزیک (۲۰۰۱) و تیم مودلین (۲۰۰۲) اشاره کرد.